# Melanothrix nymphaliaria
Melanothrix nymphaliaria är en fjärilsart som beskrevs av Walker 1866. Melanothrix nymphaliaria ingår i släktet Melanothrix och familjen Eupterotidae. Inga underarter finns listade i Catalogue of Life.